# Chronologie du téléphone

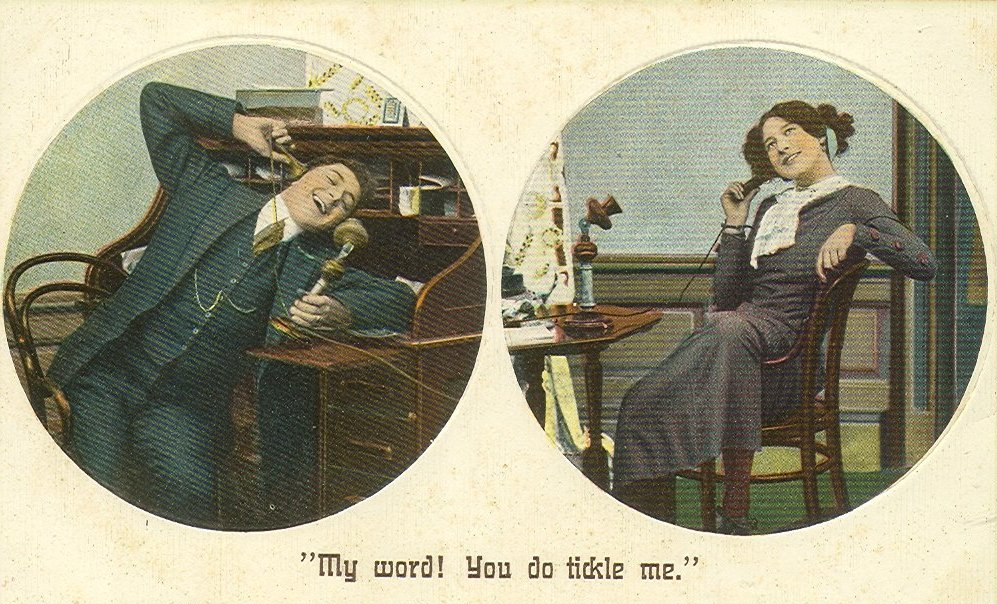
Carte postale de 1910 montrant l'usage du téléphone.

Le téléphone électrique est une invention attribuée, selon les sources à Antonio Meucci, à Elisha Gray ou à Alexander Graham Bell en 1876 ; il est conçu pour transmettre la voix à longue distance.
Depuis 1876, le téléphone a connu de nombreuses évolutions.

## Chronologie

### Les débuts du téléphone électrique

#### 1876, le premier téléphone

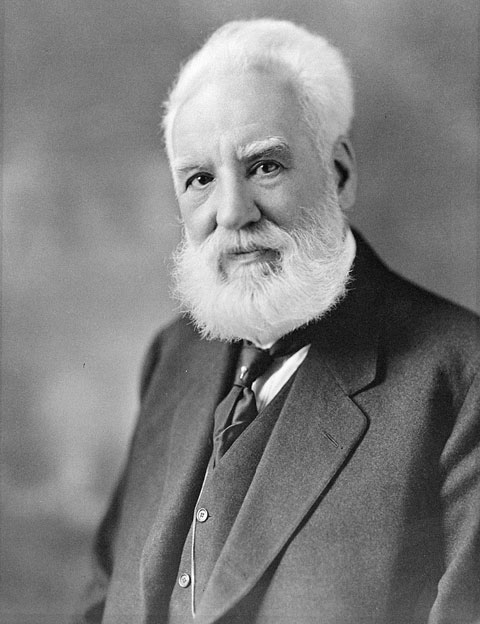
Alexander Graham Bell.

Plusieurs inventeurs ont participé à l'invention et à l'amélioration des téléphones utilisant l'électricité, notamment Antonio Meucci, puis Elisha Gray et Alexander Graham Bell en 1876. Le premier téléphone a été industrialisé par Alexander Graham Bell (scientifique et inventeur) qui fonda en 1877 la Bell Telephone Company. Ce téléphone était aussi appelé vibraphone. Il était composé de bois et de fil trempé dans de l'acide, pour favoriser la transmission des ondes sonores.

#### 1880, le téléphone d'Ader
Le téléphone de Clément Ader, créé en 1880, est un perfectionnement de celui du système de Bell. Clément Ader modifie deux éléments afin de rendre le téléphone plus performant :
- un microphone est situé derrière une planche de pin fixée sur le socle ;
- les deux écouteurs placés sur les côtés pour entendre l’interlocuteur.

Ce téléphone n’était qu’une petite partie de l’installation nécessaire pour communiquer. Deux piles constituées d’une bouteille de verre remplie d’électrolyte et d’électrodes devaient être connectées pour faire fonctionner l’appareil et il était difficile de savoir lorsqu'elles étaient usées.

#### 1892, le Mildé

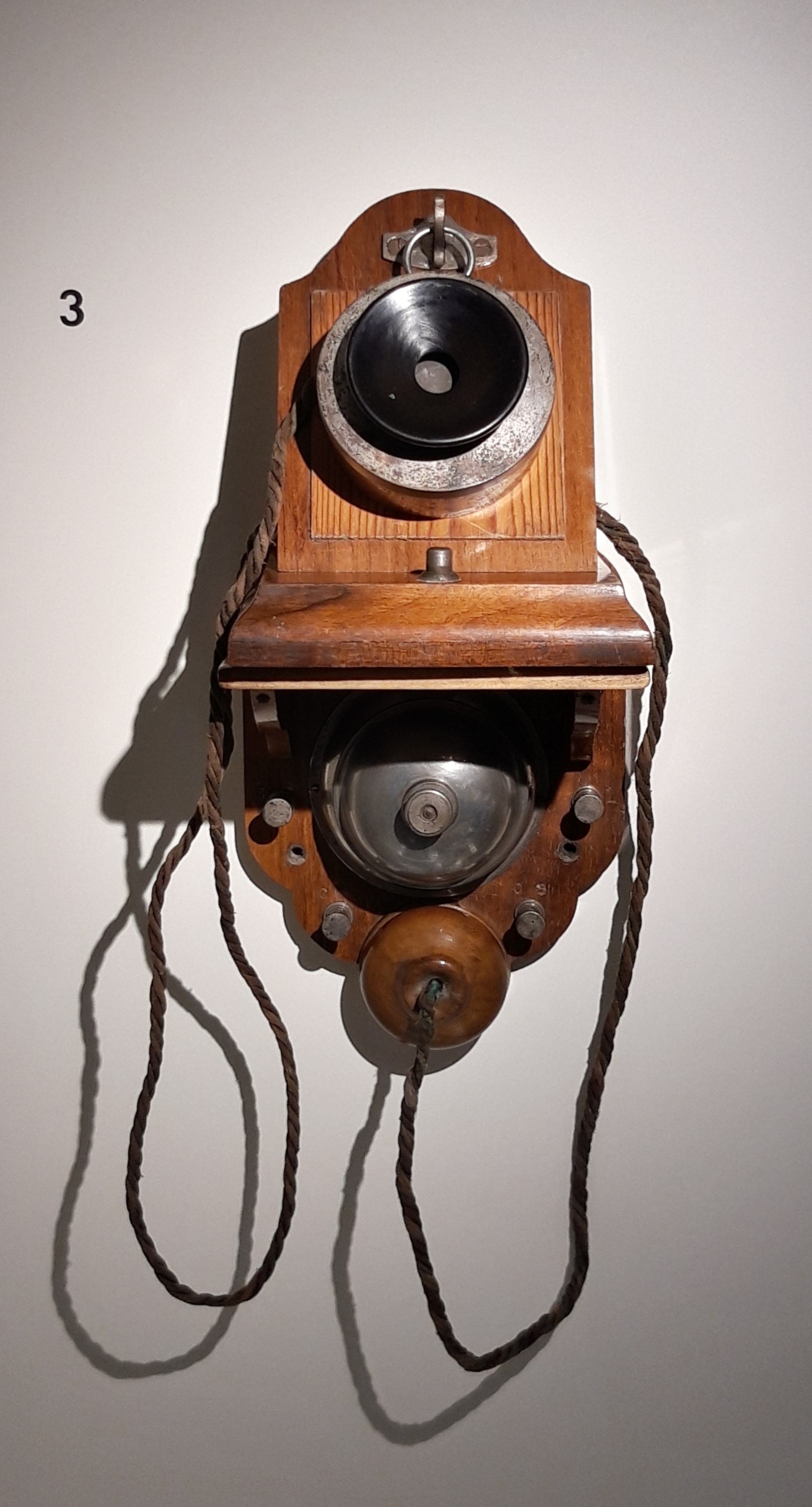
Téléphone Mildé de 1892 - Séminaire royal de Bergara.

Le Mildé apparaît comme le troisième modèle de téléphone.
Pour l'utiliser, il fallait :
- appuyer 3 ou 4 fois sur le bouton d’appel et attendre la sonnerie ;
- décrocher les deux récepteurs et les appliquer sur les oreilles pour entendre l’opératrice ;
- donner à l’opératrice le nom et l’adresse de son correspondant et attendre qu’elle établisse la communication ;
- parler très près de l’appareil[5].

Il est toujours composé de matériaux basiques (bois, fil). Le microphone se situe toujours dans un boitier en pin.

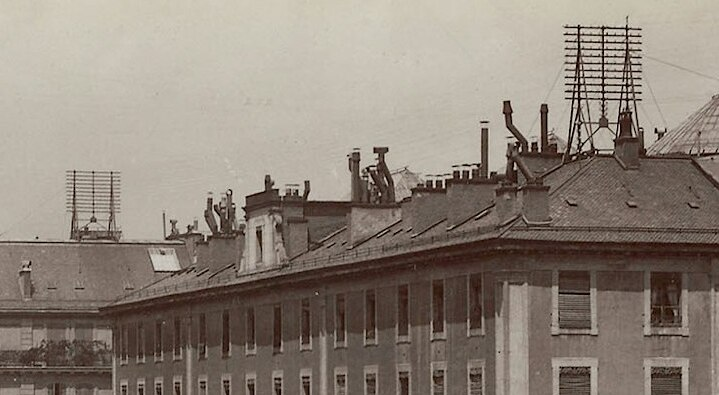
Réseau téléphonique sur les toits de Genève, vers 1900.

#### 1904, le SIT
Le SIT, autrement appelé « Violon », est le premier téléphone à avoir une forme à visée esthétique. Sur les modèles précédents, les créateurs n'avaient pas cherché à rendre leur appareil agréable au regard. De plus, il est le premier téléphone à posséder la fonction « décrocher/raccrocher » grâce à son mécanisme.

#### 1905, le type 10
Le Type 10, inventé par Eurlieult, utilise des fils entourés de coton comme isolant pour transmettre le son, mais il s'avère que ces fils ne sont pas fiables.

### Une évolution qui continue: les Marty et les PTT24
« Marty (téléphone) » redirige ici. Pour les autres significations, voir Marty.

#### 1910, le premier Marty
Les Marty sont des téléphones qui respectent un cahier des charges précis, ils sont vendus en France à partir de 1910 en grandes quantités. Ils intègrent une magnéto actionnée par une manivelle permettant d’appeler l’opératrice. Le Marty est aussi fabriqué (par l'AOIP) en version murale.

#### 1915, le premier appel téléphonique transcontinental
Un appel téléphonique ayant eu lieu le 25 janvier 1915 a été présenté, à des fins de marketing, comme le premier appel téléphonique transcontinental. Cet appel a été effectué dans le cadre des célébrations de l'Exposition universelle de 1915. Cependant, la ligne téléphonique transcontinentale avait été complétée le 17 juin 1914 et avait été testée en juillet 1914.
Un timbre américain de 1998 commémore l'achèvement de la ligne téléphonique en 1914,,,.

#### 1922, l'arrivée du téléphone à cadran avec le PTT24

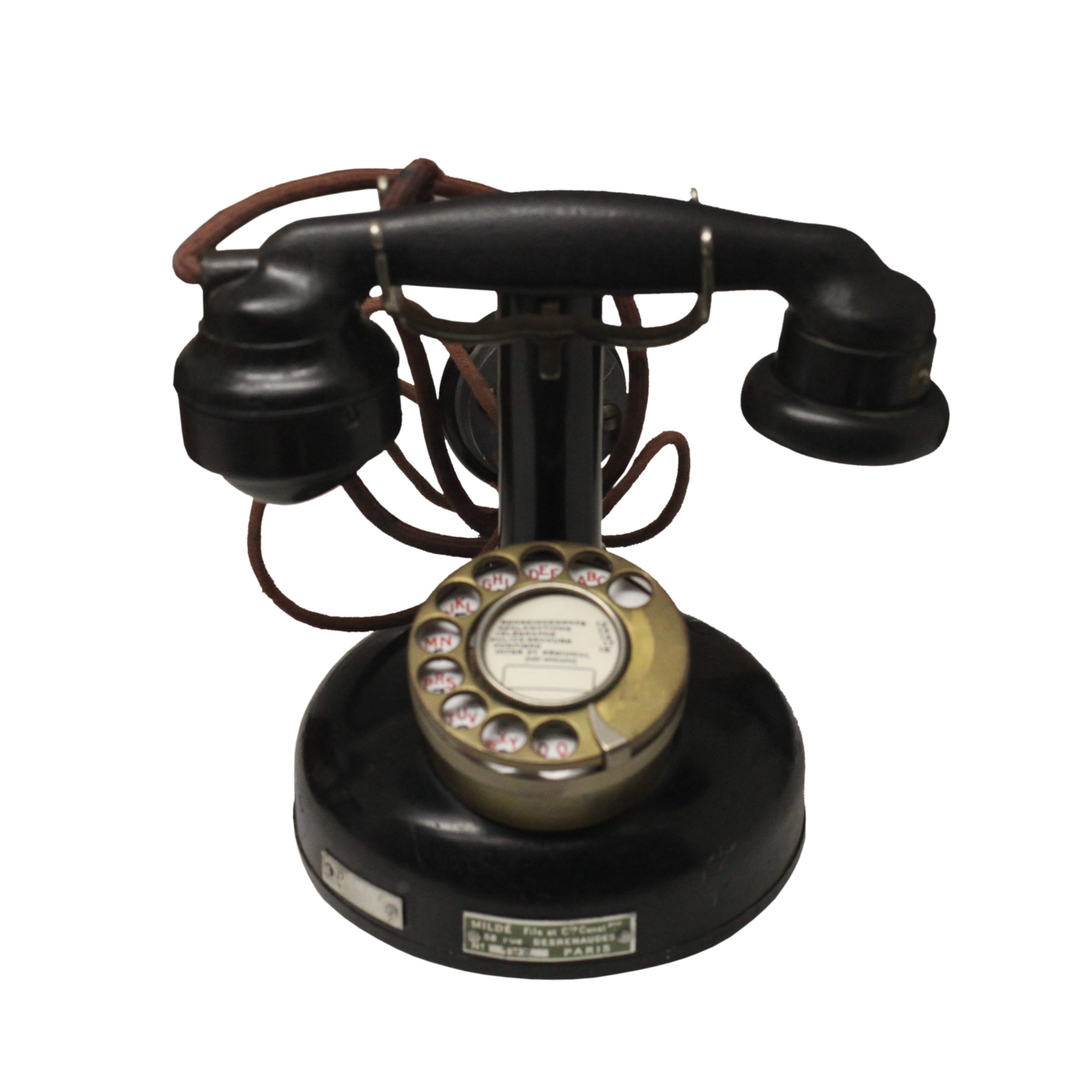
Le PTT24.

En 1922, un concours est lancé pour choisir un nouveau modèle unique ; ce sera le PTT24 en 1924 (c'est de là que vient son nom). Ce téléphone est prévu, à la base, pour les réseaux automatiques, mais il existe pour les réseaux privés grâce à sa batterie locale. Le PTT24 possède des caractéristiques électriques impressionnantes, du fait de son robuste boitier en bakélite et de son microphone très sensible. Le PTT24 est le premier téléphone à cadran. Sa version portable est une vraie réussite, mais la version murale est une catastrophe esthétique, elle ne possède aucune originalité : un simple coffret en métal où repose le combiné.

#### 1927, première communication téléphonique internationale
Le 21 octobre 1915, les ingénieurs des laboratoires Bell System (division de la firme américaine AT&T) réussissent la première expérience de téléphonie sans fil entre Arlington (Virginie) et la Tour Eiffel, à Paris. En 1927, le premier service téléphonique commercial transatlantique par onde radio entre l’Amérique du Nord et l’Europe est mis en place. Officiellement, la première communication téléphonique internationale entre New York et Londres a lieu le 7 janvier 1927 entre Walter Sherman Gifford (en), président d'AT&T et Sir Evelyn P. Murray, secrétaire d'état aux postes du gouvernement britannique. Ce réseau commercial va compléter puis progressivement remplacer la télégraphie transatlantique. Le service Pacifique est couvert par AT&T en 1931, le premier appel qui fait le tour du monde a lieu le 25 avril 1935.

#### 1941, le téléphone à cadran en bakélite
Le Marty est amélioré en 1941, il possède une magnéto et un cadran en bakélite.

### Les formes du téléphone, une évolution rapide

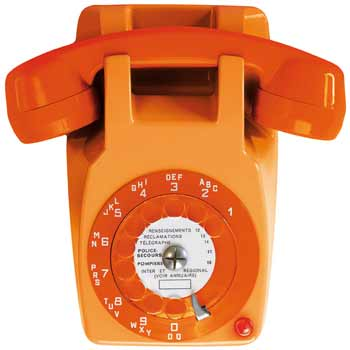
Téléphone à cadran rotatif.

#### Années 1950, le téléphone crapaud
Le téléphone crapaud est issu des formes moulées ramassées (voir la forme du Télic 1960 données par Télic (Alsace)). Il n'est plus forcément noir mais beige.

#### Années 1970, le téléphone à cadran en couleur
Dans les années 1970, les téléphones prennent des couleurs vives et attirent de plus en plus d'utilisateurs.

### Quatre innovations importantes

#### Années 1980, le téléphone à touches

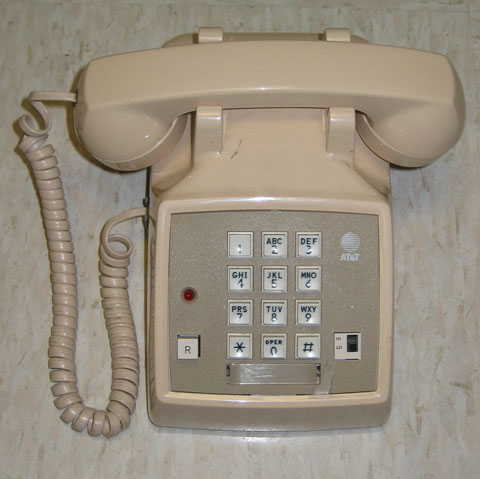
Téléphone à touches ATT.

C'est dans les années 1980 qu'une véritable innovation va apparaître: le téléphone va désormais posséder un clavier à touches numériques qui remplace le cadran. C'est une invention due à John Karlin des Bell Labs. Dans un premier temps, jusqu'au milieu des années 1980, cette innovation est purement ergonomique. Elle réduit le risque d'erreur de numérotation, permet au téléphone de prendre des formes plus variées et de composer automatiquement des numéros pré-enregistrés. Mais la numérotation continue à se faire par impulsions comme avec un cadran. Dans un second temps, le clavier permet d'introduire la numérotation par fréquences vocales qui augmente considérablement la rapidité de numérotation et apporte de nouveaux services : serveurs vocaux interactifs, services téléphoniques à valeur ajoutée (signal d'appel, transfert d'appel, conversation à trois), interrogation à distance de son répondeur-enregistreur.

#### Années 1990, les téléphones sans fil

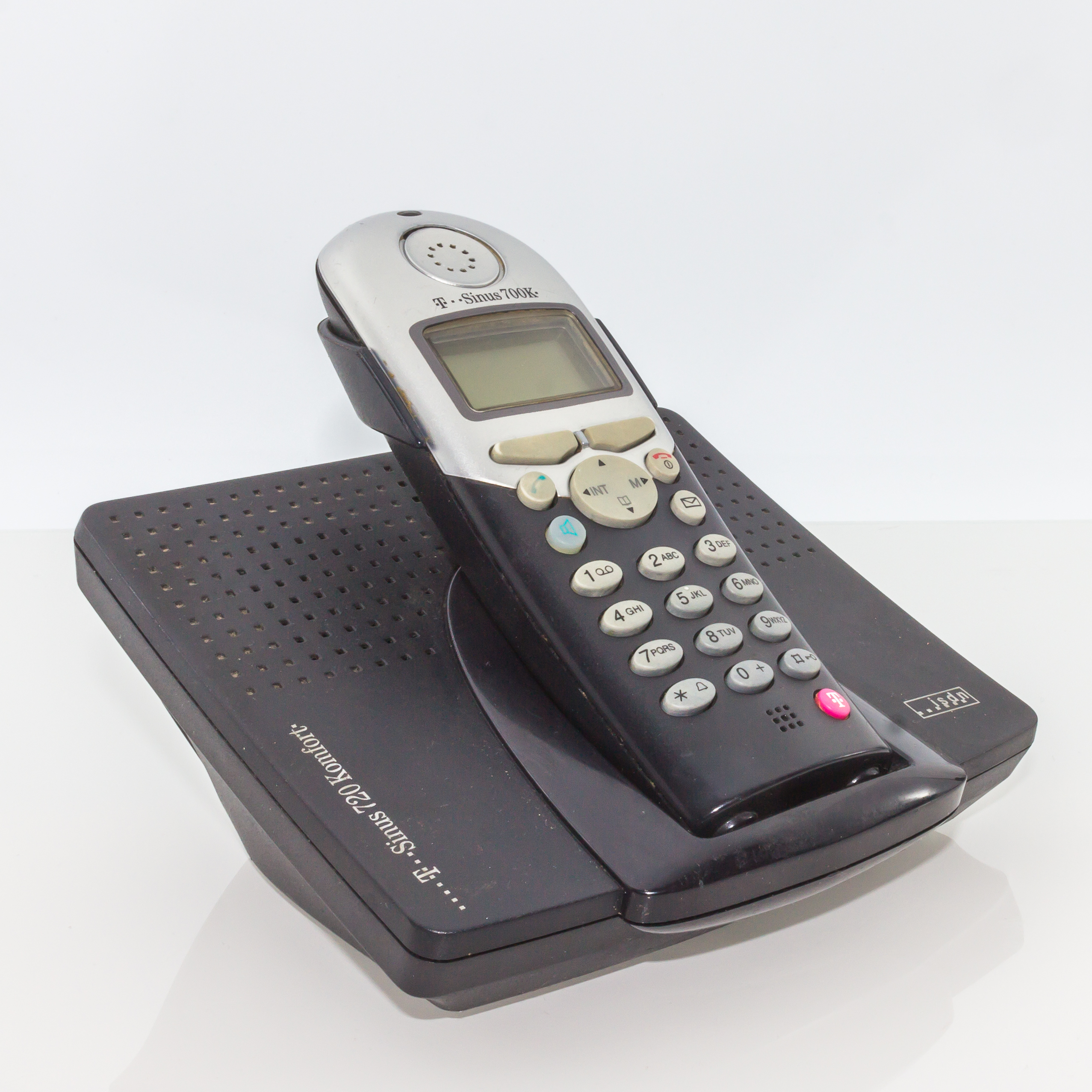
Téléphone DECT sans fil.

La deuxième innovation majeure se développe dans les années 1990, lorsque le fil du téléphone peut être supprimé. La communication entre le poste et le combiné se fait par ondes radio, d'abord par transmission analogique à la fin des années 1980 avec une base et des terminaux équipés d'antennes télescopiques, puis par transmission numérique cryptée avec les téléphones sans fil DECT à partir du milieu des années 1990.

#### Années 1990 et 2000, le téléphone mobile

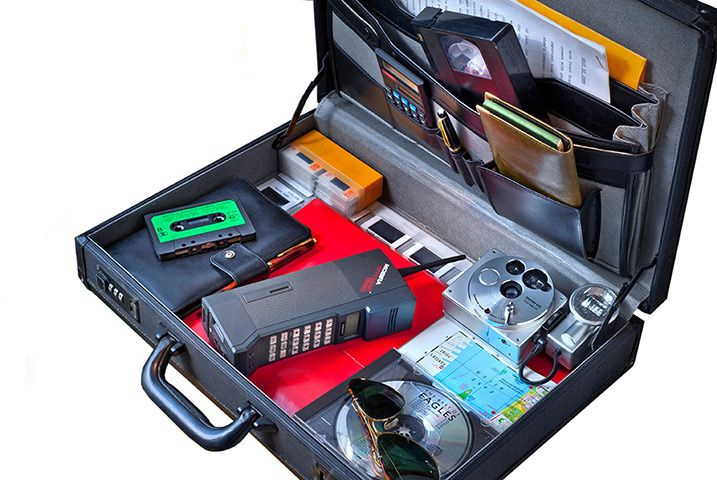
Nokia Cityman dans un attaché-case

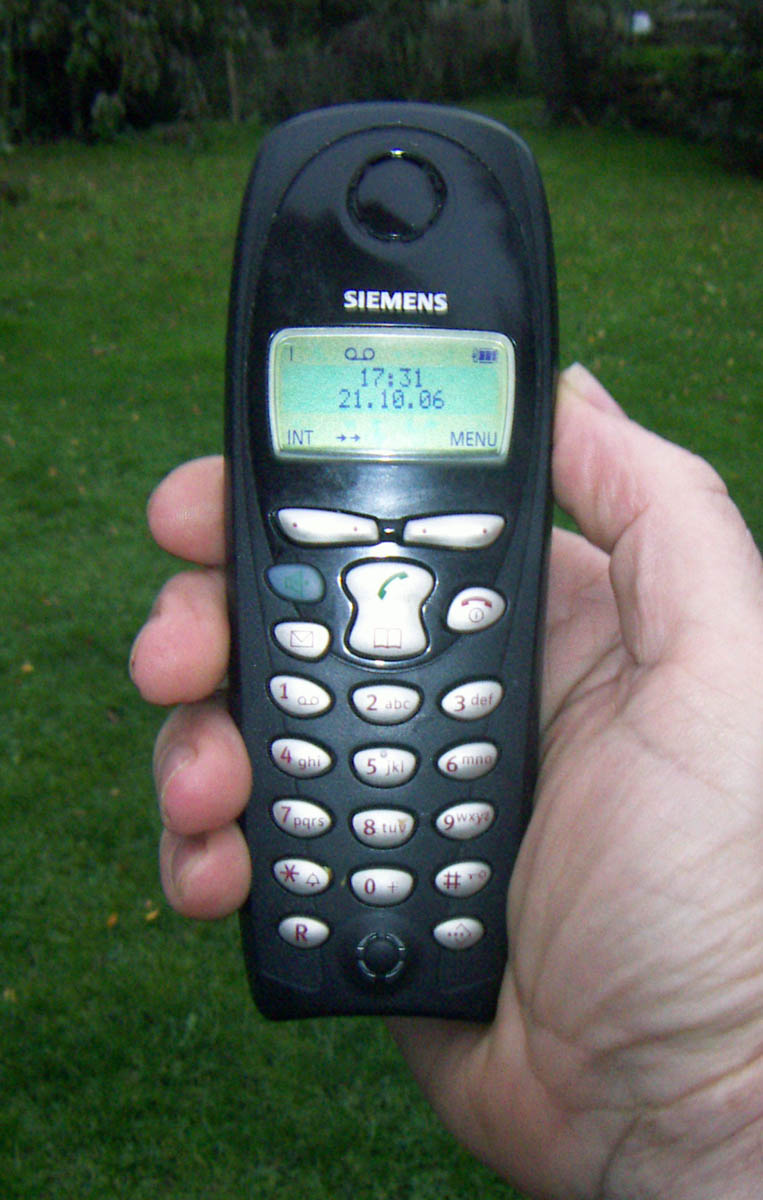
Téléphone mobile Siemens.

La troisième innovation importante est celle du téléphone mobile, qui permet d'emporter son téléphone où on le souhaite grâce aux réseaux de téléphonie mobile et de maintenir la communication même en déplacement rapide (automobile). Les communications peuvent se faire via des antenne-relais, des faisceaux hertziens et/ou par satellite. 
Les réseaux 1G apparaissent dans les années 1980 et remplacent progressivement les réseaux purement analogiques. Les terminaux ne sont plus obligatoirement fixés dans un véhicule, ils deviennent transportables mais restent encombrants. Ce sont pour la plupart des téléphones de voiture qui peuvent être sortis du véhicule momentanément, mais il existe aussi des terminaux portables qu'on peut loger dans un attaché-case comme le Nokia Cityman  (norme MNT), le Motorola DynaTac (norme AMPS). 
Puis, le téléphone cellulaire entièrement numérique (2G) apparaît en 1993. La taille du terminal est très vite réduite jusqu'à lui permettre de rentrer dans une poche. Ces téléphones bénéficient d'un écran. Ils sont d'abord munis de la simple fonction d'appel/réception, puis se développent avec de nombreuses fonctions telles que les SMS, MMS, calculatrice, appareil photo, lecteur de musique, jeux...

#### Années 2010, le smartphone
La fin des années 2000 voit une accélération des innovations dans le téléphone mobile. La technologie de l'écran tactile capacitif permet de se passer des touches et d'offrir un écran de grande taille dans un format qui reste contenu à la taille d'une main. La qualité de ces écrans s'améliore au fil du temps. L'intégration dans les téléphones d'une multitude de capteurs miniaturisés permet de multiplier les fonctionnalités : géolocalisation (GPS), navigation (GPS + gyroscope + compas), reconnaissance faciale et de texte (capteur photographique de haute définition), identification biométrique (scanners d'empreinte digitale et d'iris), altimètre/baromètre (baromètre), rythme cardiaque et oxygénation du sang (oxymétre de pouls), etc. Les processeurs à basse consommation de type ARM permettent d'offrir des performances de calcul proches des ordinateurs portables pour une consommation adaptée à la capacité des batteries de téléphone mobile. L'apparition de systèmes d'exploitation évolués basés sur Unix (iOS d'Apple, Android de Google) permet d'exploiter toutes ces innovations matérielles et de faciliter le développement de magasins d'applications gigantesques (iTunes d'Apple, Google Play Store). Le téléphone mobile se transforme en un ordinateur de poche, le « smartphone », où la téléphonie n'est plus qu'une application parmi d'autres. Grâce à la 4G, le téléphone mobile reste utilisable à très grande vitesse dans les TGV et dans les avions de ligne à basse altitude. 

## Aujourd'hui
De nos jours, le téléphone fixe, avec ou sans fil, a tendance à régresser. De plus en plus de consommateurs se passent de téléphone fixe et ne détiennent plus qu'un smartphone. En Europe, la détention d'un smartphone est devenue quasiment obligatoire pour la gestion de ses comptes bancaires et les paiements en ligne depuis que la directive DSP2 a imposé l'authentification forte. 
Le marché du smartphone est divisé en deux univers : celui de l'iPhone d'Apple avec son système d'exploitation propriétaire iOS et le magasin d'applications iTunes, et celui du système d'exploitation Android avec le magasin d'applications Google Play Store. Le plus gros fabricant de smartphones basés sur Android est Samsung.

iPhone d'Apple.
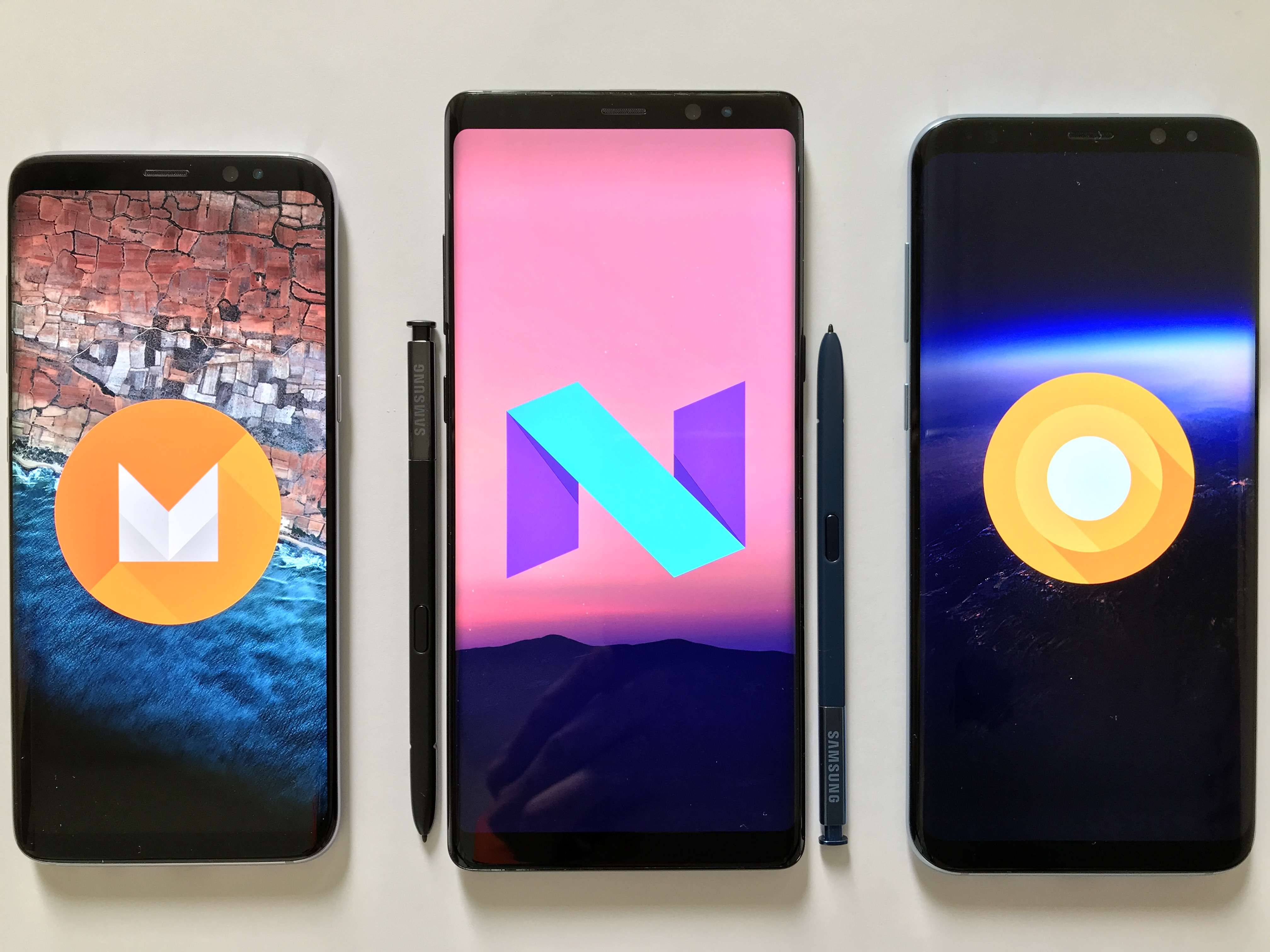
Smartphones Samsung sous Android.

Dans l'univers professionnel, les utilisateurs intensifs du téléphone (centres d'appel, salles de marchés...) ont remplacé depuis plusieurs décennies le téléphone traditionnel par des terminaux informatiques équipés d'un micro-casque. Les autres utilisateurs continuent d'utiliser un téléphone traditionnel généralement doté d'un clavier, d'un écran non tactile et d'une fonction mains-libres (haut-parleur + microphone) et connecté via Ethernet à un serveur de VoIP et au réseau local (pour la gestion des répertoires et le lancement d'appels depuis le PC de l'utilisateur).